# Colymbetes miocaenicus
Colymbetes miocaenicus là một loài bọ cánh cứng trong họ Bọ nước. Loài này được Riha miêu tả khoa học năm 1974.